# آقنييسكا ولدريزتش
آقنييسكا ولدريزتش (بالبولندية: Agnieszka Włodarczyk)‏ هي مغنية وممثلة بولندية، ولدت في 13 ديسمبر 1980 في بولندا.

## وصلات خارجية
- آقنييسكا ولدريزتش على موقع IMDb (الإنجليزية)
- آقنييسكا ولدريزتش على موقع ميوزك برينز (الإنجليزية)
- آقنييسكا ولدريزتش على موقع قاعدة بيانات الفيلم (الإنجليزية)